# Островский, Александр Юрьевич
Александр Юрьевич Островский — российский врач-реаниматолог и предприниматель, основатель медицинской компании «Инвитро» и лаборатории биотехнологических исследований 3D Bioprinting Solutions.

## Биография и карьера
Александр Островский родился 14 августа 1957 года в Москве. В 1980 году окончил лечебный факультет Московского медицинского стоматологического института им. Н. А. Семашко (ныне — Московский государственный медико-стоматологический университет), а затем ординатуру по специальности «Анестезиология и реаниматология». В 1989 году защитил кандидатскую диссертацию по теме «Искусственная вентиляция у пострадавших с тяжёлой черепно-мозговой травмой». Работал врачом-реаниматологом в Институте нейрохирургии им. Н. Н. Бурденко. С 2002 по 2004 год обучался в Высшей школе менеджмента ГУ — ВШЭ по программе Executive MBA.
Предпринимательством в области здравоохранения начал заниматься в начале 1990-х годов. В 1991 году основал компанию «ОМБ» специализирующуюся на дистрибуции медицинского оборудования и расходных материалов в российские клиники. В 1995 году основал первую в России частную клинико-диагностическую компанию (закрепила свой юридический статус как ООО «Инвитро» в 1998 году), в которой занимает должность генерального директора.
В 2006 году Островский создал вторую медицинскую компанию — сеть клиник «Лечу.ру», а в 2013 году — лабораторию 3D Bioprinting Solutions (соучредитель, управляющий партнер и председатель наблюдательного совета), чтобы исследовать возможности биопринтинга и научиться печатать человеческие органы.

## Публикации
- Нейротравматология. Справочник / под ред. А. Н. Коновалова. — 2-е изд. — Ростов н/Д.: Феникс, 1999. — 576 с. — ISBN 5-222-00634-4.
- Потапов А.А., Амчеславский В.Г., Гайтур Э.И., Парфенов А.Л., Островский А.Ю., Филимонов Б.А. Основные принципы интенсивной терапии тяжелой черепно-мозговой травмы // Российский журнал анестезиологии и интенсивной терапии. — 1999. — № 1. — С. 71—76.